# يوهان هاينريش ياكوب مولر
يوهان هاينريش ياكوب مولر (بالألمانية: Johann Heinrich Jacob Müller)‏ هو رياضياتي وفيزيائي ألماني، ولد في 30 أبريل 1809 في كاسل في ألمانيا، وتوفي في 3 أكتوبر 1875 في فرايبورغ في ألمانيا.